# Louis Wöhner

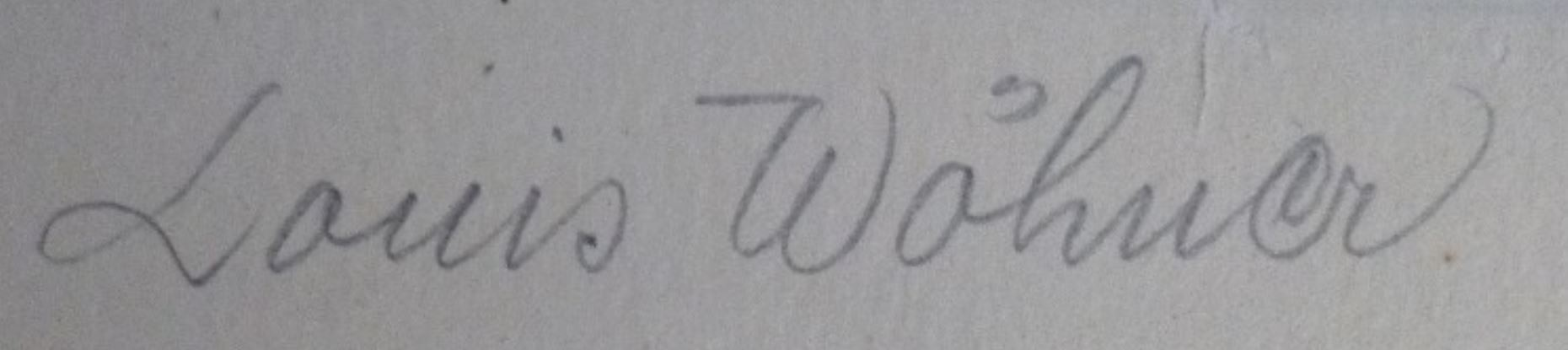
Signatur von Louis Wöhner, 1928

Louis Wöhner (* 13. Februar 1888 in Coburg; † 30. Juni 1958 in München) war ein deutscher Maler.

## Leben
Louis Wöhner erhielt in einer Coburger Druckerei eine Ausbildung als Zeichner und Lithograph. Er besuchte die Kunstgewerbeschulen in Stockholm, Braunschweig, Köln, Nürnberg und Düsseldorf. 1913 studierte Wöhner an der Kunstakademie in München bei Peter Halm, Carl von Marr und Hugo von Habermann.
1918 gewann er einen Plakatwettbewerb. Ab 1920 waren seine Bilder im Münchner Glaspalast zu sehen. Der Spätimpressionist stellte auch regelmäßig bei der Münchner Künstlergenossenschaft aus, deren Mitglied er war. 1927 und 1956 zeigte er seine Arbeiten auf Sonderausstellungen. 1938, 1939, 1940, 1943 und 1944 war er auf der Großen Deutschen Kunstausstellung in München mit sechs Ölgemälden vertreten, die dem Nazi-Kunstgeschmack entsprachen. Davon erwarb 1939 der Chefadjutant Hitlers Wilhelm Brückner „Mädchenakt“ und 1943 die Deutsche Arbeitsfront Berlin „Hamburger Hafen“.

## Werke (Auswahl)
Louis Wöhner war ein typischer Kunstmaler seiner Zeit. Seine Motive erfüllten den Zeitgeschmack und reichten von norddeutschen Hafenansichten und italienischen Küstenlandschaften bis zu Frauenakten, von mittelalterlichen Stadtansichten bis zu alpenländischen Panoramen und von Genreszenen bis zu Interieurs und Stillleben.
- Sommerliche Dorflandschaft
- Die Antoniuskapelle im Kaisertal
- Azaleen

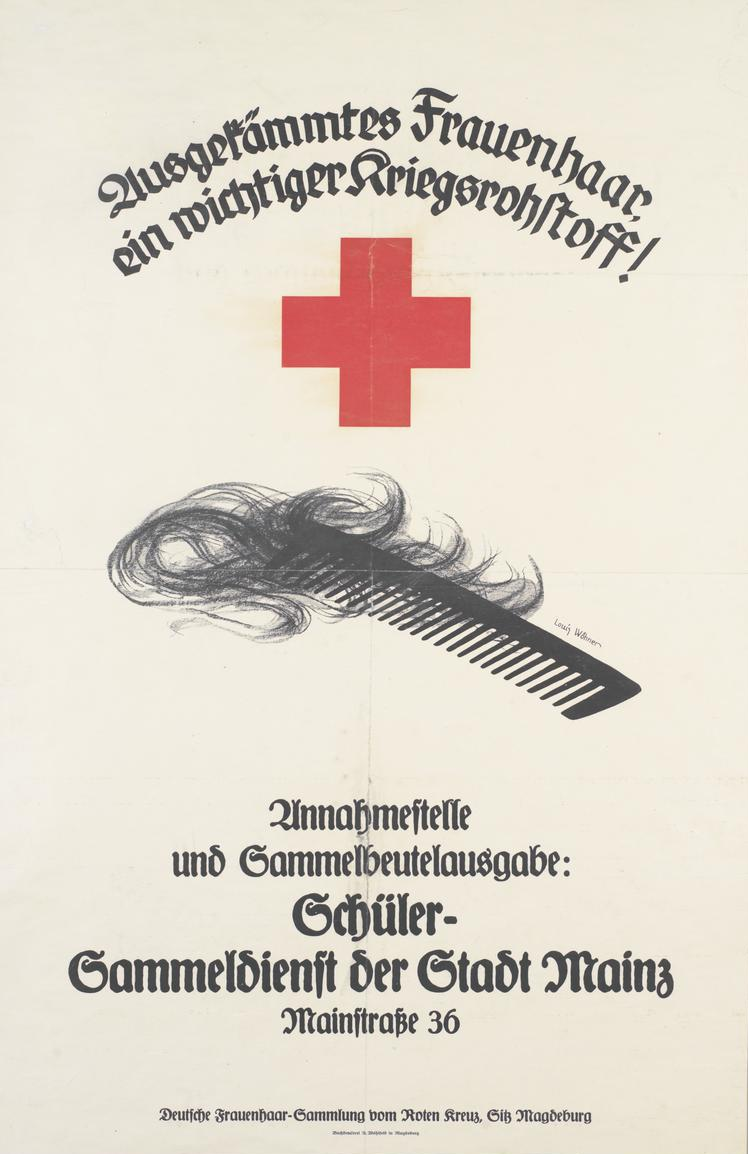
Plakat von Wöhner, vor 1945

- Vorfrühling im Höllental bei Garmisch
- Blick über Taormina und den Aetna, 1953
- Birken im Bernauer Moos
- Wettersteingebirge mit Zugspitze
- Karolinenplatz in München
- Der Liebesbrief
- Weiblicher Akt auf dem Diwan
- Hafenansicht
- Felsiges Ufer in Nervi bei Genua